# Henry Maudslay

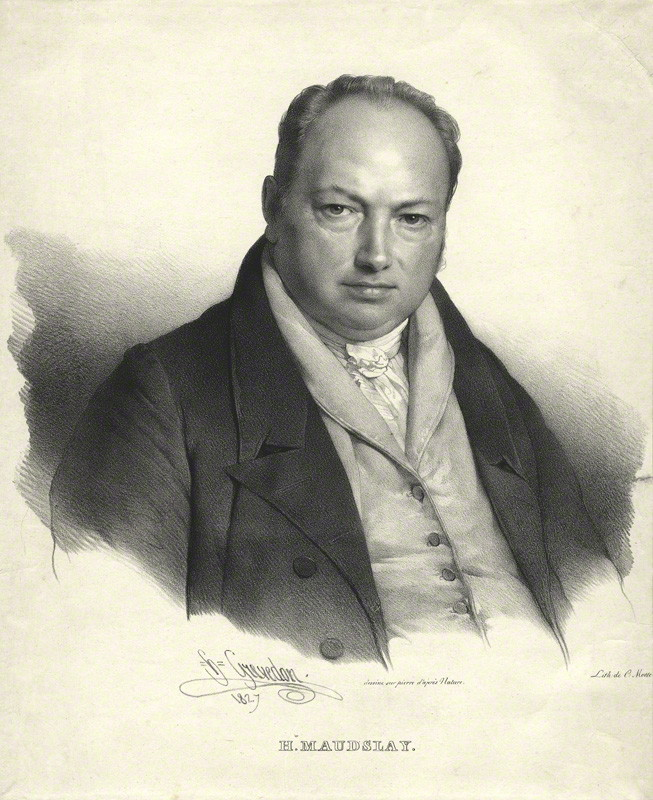
Henry Maudslay (1827)

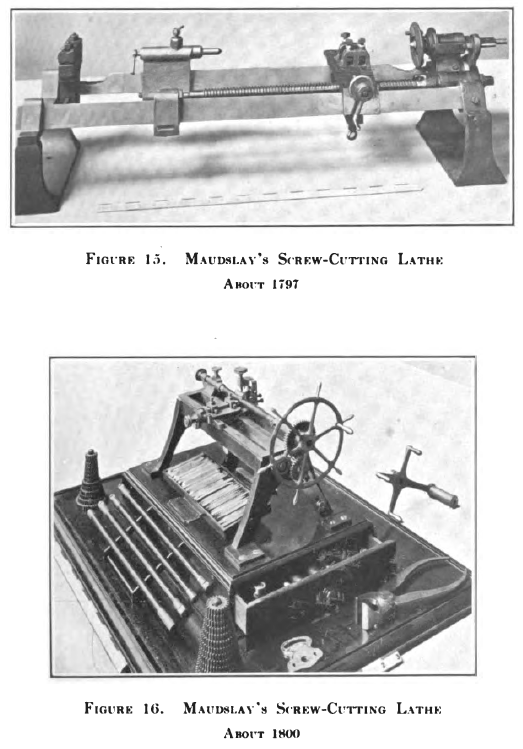
Gewindedrehmaschinen Maudslays (1797 und 1800)

Henry Maudslay (* 22. August 1771 in Woolwich bei Greenwich; † 14. Februar 1831 in Lambeth bei London) war ein englischer Maschinenbauer, der die erste ganz aus Metall gefertigte Drehbank mit Zwangsführung des Drehstahles über Kreuzsupport und Werkzeugschlitten sowie Leitspindel zum maschinell gesteuerten Werkzeugvorschub zwecks reproduzierbar genauer Fertigung von Bewegungsschrauben konstruierte. Er gilt als Begründer des englischen Werkzeugmaschinenbaus. Sein Einfluss auf die Entwicklung von Werkzeugmaschinen wird mit dem von James Watt auf die Entwicklung der Dampfmaschinen verglichen.

## Biografie
Maudslay, Sohn eines Stellmachers und Marineinvaliden und von Margaret Whitaker, wurde mit zwölf Jahren Lehrjunge im Royal Arsenal, der königlichen Waffenfabrik in Woolwich. Nach einer Zeit als sogenannter „Pulveraffe“, wie man die zum Abfüllen von Schießpulver eingesetzten Kinder nannte, kam er zunächst in die Tischlerei, später dann in die Schmiede zur Ausbildung. Bereits vor dem Ende der siebenjährigen Lehrzeit hatte sich das außerordentliche handwerkliche Geschick des jungen Mannes herumgesprochen. Im Jahr 1789 wechselte Maudslay, ohne seine Lehre zu beenden, auf Nachfrage des bereits bekannten Maschinenbauers Joseph Bramah in dessen Werkstatt als Hilfsarbeiter. Dort stieg er schnell zum Werkmeister auf. Er  entwickelte unter anderem 1794 einen Drehmaschinenkreuzsupport. Nach acht Jahren bei Bramah gründete Maudslay im Jahr 1797 eine eigene Werkstatt in London.

## Firmenprodukte
Hier baute er zuerst seine bekannte erste Leitspindel-Drehbank mit Kreuzsupport zur maschinellen Fertigung der von Hand nur außerordentlich schwer und kaum mit reproduzierbarer Genauigkeit herzustellenden Bewegungsschrauben. Diese waren für den aufkommenden Maschinenbau von überragender Wichtigkeit, da bereits eine einfache Drehbank mit Kreuzsupport, also maschineller Haltung und Führung des Drehstahls, dreier derartiger Gewindespindeln bedarf. Die einzelnen technischen Teile dieser Drehbank Maudslays waren unter anderem in der Feinmechanik zwar bereits bekannt, seine Leistung bestand aber darin, sie den höheren Belastungen des allgemeinen Maschinenbaus abseits der Feinmechanik entsprechend zu einem Ganzen zu kombinieren und zudem ohne Verwendung der zuvor noch gebräuchlichen und nicht so belastbaren Drehbankteile aus Holz vollständig aus Metall zu fertigen.
Bekannte Verkaufsprodukte aus dem Unternehmen Maudslays, welches zunächst als M. Maudslay Machinist, später dann unter Maudslay, Sons and Field firmierte, waren eine Tischdampfmaschine sowie natürlich die Gewindeschneid-Drehbänke, die im damals erwachenden Maschinenbau reißenden Absatz fanden. Zu den wichtigsten Kunden gehörte ab 1808 die Royal Navy, die dem Unternehmen auch seinen ersten Großauftrag erteilte. Nach Entwürfen von Marc Isambard Brunel und Samuel Bentham entstand ein Satz von 45 Holzbearbeitungsmaschinen mit einem Auftragswert von 12.000 Pfund zur rationellen Fertigung von Flaschenzugblöcken für die Segelschiffe der Marine. Mit diesem Maschinensatz konnten zehn angelernte Arbeiter die gleiche Stückzahl Flaschenzugblöcke produzieren wie zuvor 110 ausgebildete Handwerker. Ab dem Jahr 1815 erfolgte eine Spezialisierung auf die Fertigung von Schiffsdampfmaschinen, wiederum vor allem für die britische Kriegsmarine.
Das Unternehmen von Maudslay darf als Multiplikator seinerzeitiger fortschrittlicher Metallbearbeitungstechniken gelten; bei Maudslay waren vor der Gründung eigener Unternehmungen unter anderem Richard Roberts, Joseph Clement, James Nasmyth und Joseph Whitworth längere Zeit beschäftigt.

## Familie
Im Jahr 1791 heiratete Maudslay Sarah Tindel, das Hausmädchen seines Arbeitgebers Joseph Bramah, mit der er vier Söhne hatte, von denen zwei das väterliche Unternehmen weiterführten. Sein Enkel war der Diplomat, Entdecker und Archäologe Alfred Maudslay (1850–1931), der acht Expeditionen zu den Maya-Stätten Mesoamerikas unternahm.